# Ferulago thyrsiflora
Ferulago thyrsiflora là một loài thực vật có hoa trong họ Hoa tán. Loài này được (Sm.) Koch mô tả khoa học đầu tiên năm 1824.